# リンダ・ハミルトン
リンダ・キャロル・ハミルトン（Linda Carroll Hamilton、1956年9月26日 - ）は、アメリカ合衆国メリーランド州出身の女優。主に『ターミネーター』シリーズのサラ・コナー役で知られている。

## 経歴
幼少時から劇団に所属し、子役として活動した。高校卒業後、地元の芸術大学に進学するが、女優になるためニューヨークに移住、リー・ストラスバーグに演技を学ぶ。1979年、『Night Flowers』で映画初出演後、1984年、ジェームズ・キャメロン監督『ターミネーター』でサラ・コナーを演じて一躍有名になった。1987年にはテレビドラマ『美女と野獣』で主演し、エミー賞、ゴールデングローブ賞の主演女優賞にノミネートされる。
1991年、『ターミネーター2』でサラ・コナーを再び演じ、サターン賞主演女優賞を受賞。『ターミネーター3』にも出演を打診されるが、「この脚本にはドラマがない」として辞退した。『ターミネーター4』では未来のジョン・コナーに宛てて送ったビデオメッセージの声、という形で出演した。2019年公開の『ターミネーター:ニュー・フェイト』では、28年ぶりに再びサラ・コナーを演じる。
一卵性双生児の妹であり、『ターミネーター2』の1シーンで姉レスリーと共演する。クライマックスでサラと、サラに擬態したT-1000が同時に画面に出るシーンがあるが、手前のT-1000をリンダが、奥のサラをレスリーが演じ、バストショットになる際はリンダが演じている。また、同作における銃撃シーンで撮影間の休憩において耳栓を外してしまったことで難聴を抱えている。姉レスリーは2020年に63歳で死去。

### 私生活
私生活では、1982年に俳優ブルース・アボットと結婚するが、妊娠中の1989年に離婚した。その後、息子ダルトンが生まれている（『ターミネーター2』で幼少のジョンを演じているのは彼である）。1993年、『ターミネーター』の監督であるジェームズ・キャメロンとの間に一女を産み、1997年にキャメロンと再婚するが、1999年に離婚する。
2005年にCNNのラリー・キング・ライブに出演した際、双極性障害であることを告白した。

## 主な出演作品

### 映画
| 公開年 | 邦題 原題                                                                  | 役名                        | 備考       |
| ------ | -------------------------------------------------------------------------- | --------------------------- | ---------- |
| 1980   | ミッキー・ロークの レイプ&マリッジ Rape and Marriage: The Rideout Case     | グレタ                      | テレビ映画 |
| 1982   | 暗殺遊戯/キャンパスは凶弾のデスマッチ Tag: The Assassination Game          | スーザン                    |            |
| 1984   | チルドレン・オブ・ザ・コーン Children of the Corn                          | ヴィッキー                  |            |
| 1984   | ターミネーター The Terminator                                              | サラ・コナー                |            |
| 1985   | KGB/モスクワの陰謀 Secret Weapons                                          | エレナ / ジョアンナ         | テレビ映画 |
| 1986   | ブラックライダー Black Moon Rising                                         | ニナ                        |            |
| 1986   | キングコング2 King Kong Lives                                              | エイミー・フランクリン      |            |
| 1990   | MR.デスティニー Mr. Destiny                                                | エレン・ジェーン・バロウズ  |            |
| 1991   | ターミネーター2 Terminator 2: Judgment Day                                 | サラ・コナー                |            |
| 1994   | 精神分析医J Silent Fall                                                    | カレン                      |            |
| 1995   | マザーズ・プレイヤー A Mother's Prayer                                     | ローズマリー                | テレビ映画 |
| 1995   | 多重人格 Separate Lives                                                    | ローレン・ポーター / リーナ |            |
| 1996   | デッドショット The Way to Dusty Death                                      | ベス                        | テレビ映画 |
| 1997   | ザ・ターゲット Shadow Conspiracy                                           | アマンダ・ギブンズ          |            |
| 1997   | ダンテズ・ピーク Dante's Peak                                              | レイチェル                  |            |
| 1997   | デッドライン On the Line                                                   | ジェーン・マーティン        | テレビ映画 |
| 1998   | レスキュアーズ2/戦火に燃えた勇気 Rescuers: Stories of Courage: Two Couples | マリー                      | テレビ映画 |
| 1998   | 勇気への道 The Color of Courage                                            | アンナ                      | テレビ映画 |
| 1998   | サバイバル・リミット Point Last Seen                                       | レイチェル・ハリソン        | テレビ映画 |
| 2005   | アメリカの森 レニーとの約束 Missing in America                             | ケイト                      |            |
| 2006   | 愛を問うひと Broken                                                        | カレン                      |            |
| 2009   | ターミネーター4 Terminator Salvation                                       | サラ・コナー                | 声のみ     |
| 2014   | バトル・オブ・バミューダトライアングル Bermuda Tentacles                   | リンダ・ハンセン            |            |
| 2017   | タイムトラベラー Curvature                                                 | フローレンス                |            |
| 2019   | ターミネーター:ニュー・フェイト Terminator: Dark Fate                      | サラ・コナー                |            |

### テレビシリーズ
| 放映年    | 邦題 原題                                                  | 役名                       | 備考                                   |
| --------- | ---------------------------------------------------------- | -------------------------- | -------------------------------------- |
| 1980-1981 | Secrets of Midland Heights                                 | リサ・ロジャース           | 10エピソード                           |
| 1982      | King's Crossing                                            | ローレン・ホリスター       | 10エピソード                           |
| 1984      | ヒルストリート・ブルース Hill Street Blues                 | サンディ                   | 4エピソード                            |
| 1986      | ジェシカおばさんの事件簿 Murder, She Wrote                 | キャロル・マクダーモット   | 1エピソード 「テニスのスター天に昇る」 |
| 1987-1989 | 美女と野獣 Beauty and the Beast                            | キャサリン・チャンドラー   | 46エピソード                           |
| 1997      | そりゃないぜ!? フレイジャー Frasier                        | ローラ                     | 1エピソード                            |
| 2006      | THIEF/シーフ Thief                                         | ロセリン・ムーア           | ミニシリーズ                           |
| 2008-2009 | The Line                                                   | キャロル                   | 11エピソード                           |
| 2010      | Weeds ママの秘密 Weeds                                     | リンダ                     | 2エピソード                            |
| 2010-2012 | CHUCK/チャック Chuck                                       | メアリー・バトウスキー     | 12エピソード                           |
| 2013      | ロスト・ガール Lost Girl                                   | Acacia                     | 2エピソード                            |
| 2014–2015 | DEFIANCE/ディファイアンス Defiance                         | ピラー・マコーリー         | 6エピソード                            |
| 2021–     | レジデント・エイリアン 〜宇宙からの訪問者〜 Resident Alien | エレノア・マカリスター将軍 | 準レギュラー                           |

### テレビアニメ
- バットマン The New Batman Adventures (1998)
- バットマン・ザ・フューチャー Batman Beyond (1999) - ステファニー博士役
- ヘラクレス Hercules (1998 - 1999)
- スペースレンジャー バズ・ライトイヤー Buzz Lightyear of Star Command (2000)

## 日本語吹き替え
鈴木弘子と戸田恵子が担当することが多い。
他には、佐々木優子、高島雅羅、幸田直子なども担当したことがある。

## 参照
1. ↑  . Today. https://www.today.com/popculture/linda-hamilton-s-twin-sister-leslie-hamilton-freas-dies-63-t190518+2024年8月23日閲覧。 {{cite news}}: |title=は必須です。 (説明)⚠⚠
2. ↑  “CNN Larry King Live Interview with Linda Hamilton (transcript)”.   CNN.com (2005年10月14日). 2008年1月2日閲覧。
3. ↑  Sewards, Lisa. "My Rollercoaster Marriage To The Crazy Genius Behind Avatar". Daily Mail. February 5, 2011
4. ↑  “CNN LARRY KING LIVE”.   CNN (2005年10月14日). 2015年5月5日閲覧。